# Damn Small Linux
DamnSmallLinux (DSL) is een Linuxdistributie met een zeer beperkte omvang die verspreid werd als Live CD. De meest recente versie is DSL 2024, uitgebracht als release candidate op 8 april 2024.

## Systeem
DSL heeft om te kunnen draaien geen harde schijf nodig, het systeem kan opstarten en werken vanaf één mini-cd van slechts 50 MB of vanaf een USB-stick. Na opstarten vanaf cd of USB-stick kan het systeem eenvoudig op de harde schijf van het systeem worden geïnstalleerd. DamnSmallLinux is bedoeld om op een computer met beperkte capaciteiten te draaien, zoals een oud computersysteem, maar toch een grafische interface te bieden. De minimumsysteemeisen zijn een i486-processor met 16 MB intern geheugen. De 50MB past ook op een cd-rom-stijl visitekaartje.
DamnSmallLinux is gebaseerd op Knoppix, dat weer gebaseerd is op Debian. Vanwege de beperkte omvang zijn de standaard Debian-tools, zoals apt, niet aanwezig, maar die kunnen na installatie op de harde schijf vanuit het tools-menu eenvoudig worden geïnstalleerd, waardoor alle Debian-applicaties gewoon geïnstalleerd kunnen worden.

## Functies
DamnSmallLinux bevat standaard slechts een beperkt aantal applicaties die ieder op zich ook weer een beperkte omvang hebben om ervoor te zorgen dat de distributie niet groter wordt dan de 50 MB die als grens wordt gehanteerd.
De grafische interface van DamnSmallLinux is Fluxbox. De volgende applicaties zijn onder meer beschikbaar:
XMMS, Dillo, Firefox, Sylpheed, FLwriter, Vim, Xpdf, Naim, VNCviewer, Rdesktop en Ghostscript (printerondersteuning). Aanwezig zijn ook een FTP-client, een SSH/SCP-server en -client, een DHCP-client, een webserver, NFS, een paar spelletjes en USB- en PC Card-ondersteuning. Ook draadloos internet wordt ondersteund.
DSL is voorzien van de MyDSL-beheertool, waarmee eenvoudig uitbreidingen op DSL kunnen worden geïnstalleerd. Deze extensies vergen eveneens weinig geheugen.

## DSL-N
Een zustersysteem van DSL is Damn Small Linux Not (DSL-N), een iets forsere versie van DSL, die dan ook iets zwaardere systeemeisen stelt, al is dat met 64 MB en een 300MHz-processor ook weer een relatief begrip.

## Belangrijke versies
| DSL-versie  | Verschijningsdatum |
| ----------- | ------------------ |
| 1.0         | 15 april 2005      |
| 1.1         | 15 mei 2005        |
| 2.0         | 11 november 2005   |
| 2.3         | 29 maart 2006      |
| 3.0.1       | 22 juni 2006       |
| 3.4         | 3 juli 2007        |
| 4.0         | 24 oktober 2007    |
| 4.4.1       | 17 juni 2008       |
| 4.4.10      | 18 november 2008   |
| 4.4.11 RC 1 | 3 augustus 2012    |